# Walther Kossel
Walther Ludwig Julius Kossel (Berlim, 4 de janeiro de 1888 — Tübingen, 22 de maio de 1956) foi um físico alemão.

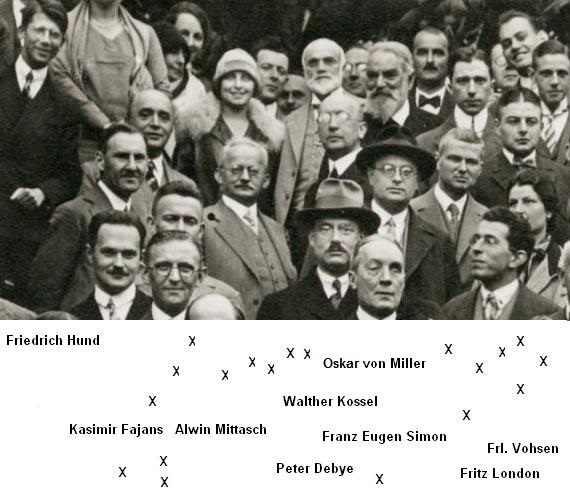
Walther Kossel (meio), maio de 1928 em Munique

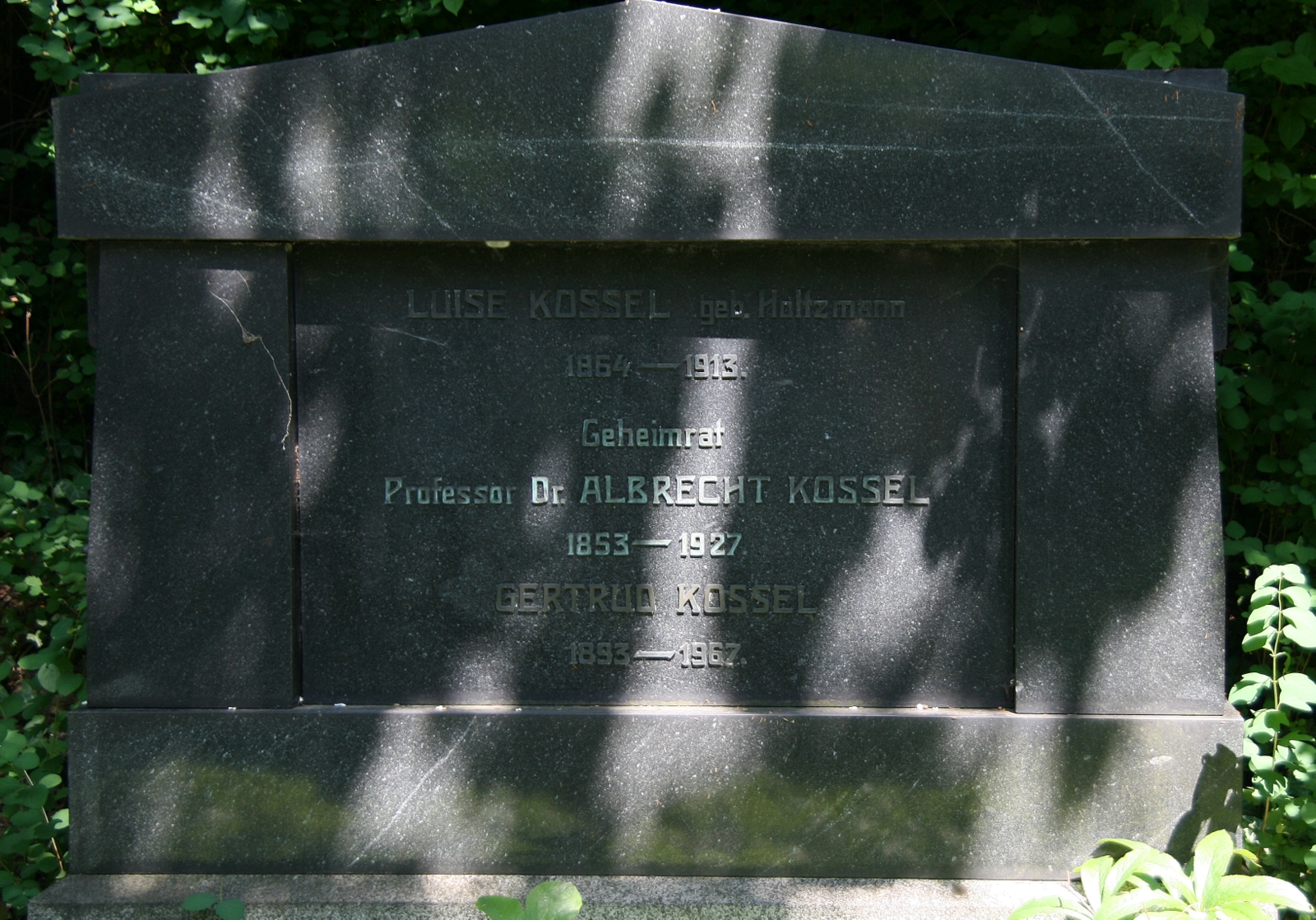
Sepultura da família de Albrecht Kossel no Heidelberger Bergfriedhof na seção X.

Kossel obteve um doutorado em 1911 na Universidade de Heidelberg, orientado por Philipp Lenard. Foi depois para Munique, onde obteve na Universidade Técnica de Munique sua habilitação. Aluno de Arnold Sommerfeld em Munique, foi a partir de 1921 professor de física teórica na Universidade de Quiel, onde foi em 1929/1930 reitor. Em 1924 fo eleito membro correspondente da Academia de Ciências de Göttingen.

## Publicações selecionadas
- Walther Kossel Bemerkung zur Absorption homogener Röntgenstrahlen, Verh. D. Deutsch. Phys Ges (2) 16 898-909 (1914). Received 27 September 1914, published in issue No. 20 of 30 October 1914.  As cited in Mehra, Volume 1, Part 2, 2001, p. 795.
- Walther Kossel Bemerkung zur Absorption homogener Röntgenstrahlen. II, Verh. D. Deutsch. Phys Ges (2) 16 953-963 (1914). Received 23 October 1914, published in issue No. 22 of 30 November 1914.  As cited in Mehra, Volume 5, Part 2, 2001, p. 919.
- Walther Kossel Bemerkung zum Seriencharakter der Röntgenstrahlen, Verh. D. Deutsch. Phys Ges (2) 18 339-359 (1916). Received 31 August 1916, published in issue No. 15-18 of 30 September 1916.  As cited in Mehra, Volume 5, Part 2, 2001, p. 919.